# Крячок африканський
Крячок африканський (Thalasseus albididorsalis) — вид сивкоподібних птахів підродини крячкових (Sterninae) родини мартинових (Laridae). До 2020 року вважався підвидом королівського крячка (Thalasseus maximus).

## Поширення
Відомо, що африканський крячок розмножується лише на кількох островах біля узбережжя Африки між Мавританією та Сенегамбією, хоча підозрюється, що вид також розмножується на сході Нігерії. У період нерозмноження його можна зустріти вздовж узбережжя від Марокко до Намібії.